# The Mystic Swing
The Mystic Swing ist ein US-amerikanischer Stummfilm aus dem Jahr 1900. Regie führte Edwin S. Porter. Der Film wurde am 21. März 1900 von der Edison Manufacturing Company veröffentlicht.

## Handlung
Ein Professor begutachtet zusammen mit Mephisto eine magische Schaukel. Mit dieser Schaukel werden sowohl durch den Professor als auch durch Mephisto Damen herbeigezaubert.
Am Ende des Films verbeugen sich die Protagonisten vor ihrem Publikum.

## Hintergrundinformationen
Der Film entstand wenig später nach Faust and Marguerite, Edwin S. Porter bediente sich nochmals für seinen neuen Film The Mystic Swing der Figur Mephistos.